# Белый Яр (Курганская область)
Бе́лый Яр — деревня в Кетовском районе Курганской области, входит в состав Большечаусовского сельсовета.

## География
Находится поблизости от автодороги Р-254 («Иртыш») на трассе Челябинск — Курган — Омск — Новосибирск, являющейся частью европейского маршрута E30.
Расстояние до села Большое Чаусово составляет 7,7 км.
Улицы в деревне Белый Яр:
- Благодатная улица
- Боровая улица
- Васильковая улица
- Васильковый 1-й переулок
- Васильковый 2-й переулок
- Васильковый 3-й переулок
- Васильковый 4-й переулок
- Васильковый 5-й переулок
- Васильковый 6-й переулок
- Васильковый 7-й переулок
- Васильковый 8-й переулок
- Дачная улица
- Жасминовая улица
- Лавандовая улица
- Ландышевая улица
- Лесная улица
- Микрорайон Перспективный
- Новая улица
- Песчаная улица
- Полевая улица
- Ромашковая улица
- Садовая 1-я улица
- Садовая 2-я улица
- Садовая 3-я улица
- Садовая 4-я улица
- Садовая 5-я улица
- Садовая 6-я улица
- Садовая 7-я улица
- Садовая 8-я улица
- Садовая 9-я улица
- Садовая 10-я улица
- Садовая 11-я улица
- Садовая 12-я улица
- Садовая 13-я улица
- Садовая 14-я улица
- Садовая 15-я улица
- Садовая 16-я улица
- Садовая 18-я улица
- Семейный микрорайон
- Совхозная улица
- Сосновая улица
- Уютная улица
- Фиалковая улица
- Цветочная улица
- Центральная улица
- Центральный переулок

## История
Деревня Белый Яр при реке Тобол основана около 1690 г. предположительно крестьянином Степаном Докучевым. Название деревня получила по имени урочища «Белый Яр», близ которого основана. До 1785 г. деревня приписывалась к Курганской слободе, а с 1785 г. по 1923 г. входила в Падеринскую волость.
Численность населения по материалам народных переписей: в 1710 году – 5 дворов крестьянских, в 1748 году -15 дворов с населением 67 человек, в 1763 году – 25 дворов с населением 124 человека, в 1782 году – 40 дворов с населением 121 человек, в 1795 году – 28 дворов с населением 209 человек, в 1868 году – 31 двор 130 человек. При образовании волостей в Курганском округе в связи с административной реформой в 1782 году деревня Белый Яр была объединена в одно сельское общество с деревней Белоярской Иковской слободы и вошла в состав вновь образованной Падеринской волости под названием Белоярская. Правобережная Белоярская была основана около 1740 г. крестьянином Петром Спиридоновичем Колесовым и Кузьмой Поповым. В период с 1782 г. по 1795 г. многие крестьяне из нее переселились в другие деревни, а в начале XIX века заречная Белоярская прекратила своё существование. В рапорте приказчика Курганской слободы от 11 января 1749г. о деревне Белоярской сказано: «Деревня Белоярская расстоянием от оного Цареву Кургану 13 верст, которая построена над рекой Тоболом. В ней имеется дворового строения 15 дворов крестьян от 16 до 50 лет 22 человека. У них имеется по объявлению их собственного огненного оружия у трёх человек, а именно у Трофима Ярославцева ружьё самопал – 1, Григория Михалева ружье фузея – 1, Лариона Малкова ружье винтовка – 1. И при оной деревне городового строения, надолб, рогаток и рву не имеется. Оная деревня состоит на левом берегу реки Тобола на «жилой стороне» и наперед сего в той деревне от неприятельских людей никогда подбегов не было».
По данным «Обзора экономического и сельскохозяйственного состояния Курганского округа» за 1895 г.: «Деревня Белый Яр на почтовом тракте из г. Кургана в г. Ялутуровск. Пахотная земля состоит в общем чересполосном владении с деревней Костоусовой, отстоит  от 1 до 5 верст. Грунт – выпахавшийся чернозём, а по берегу Тобола илистый солончак и песок. Все жители хлебопашцы. Около десяти домохозяев с осени занимаются пимокатством из овечьей шерсти от заказчиков. Особенных домов с устройством для выделки пимов нет, а пимы обыкновенно вываливаются в банях, в которых для заварки устроены котлы, а верстаками служат те же самые полки, на которых парятся. Во время производства работ в бане бывает такая жара, что пимокат работает полуголым. Оброчных статей при деревне нет. Расходы деревни: на духовенство 3 руб.50 к., на школы 1 руб. 56 к., на медицину 3 руб. 12 к., на ямщиков 44 руб., на пастухов 30 руб., всего 82 руб. 18 к. жители этой деревни, как подгородной, всё что возможно несут по субботам в города на базар, что и служит к их благосостоянию. В деревне 34 двора, мужчин 87, женщин 94. Все православные, принадлежат к приходу Шкодинской церкви, отстоящей в 4 верстах. Отставных нижних воинских чинов 5 человек». Н. О. Осипов, описывая Падеринскую волость, в частности, деревню Белый Яр, отмечает, что «многие из здешних жителей промышляли продажей леса и потому до самого последнего времени хлебопашеством занимались очень мало». В 1904 году в деревне было 38 дворов, мужчин 112, женщин 115. Велась торговля в частной лавке.

## Население
| 1989 | 2002 | 2010 |
| ---- | ---- | ---- |
| 203  | ↘197 | ↗226 |

Транспорт: в деревню ходит маршрут 232 от Ж/Д вокзала через ул.Некрасова, Б.Чаусово, Б.Яр и до Передергино.
Во время половодья 2024 года асфальтированная дорога до Белого Яра впервые оказалась затоплена. Чтобы обеспечить транспортную доступность была проложена дополнительная дорога через лес в северном направлении в сторону трассы на Тюмень. Также на въезде в деревню была построена дамба, благодаря которой удалось избежать затопления, однако СНТ/ДНТ вокруг оказались затоплены на несколько недель.